# Bernhard de Rudder
Bernard de Rudder (* 11. August 1894 in Eschenbach in der Oberpfalz; † 27. März 1962 in München) war ein deutscher Pädiater und Hochschullehrer.

## Leben
Bernhard de Rudder war der Sohn des Bezirksoberamtmannes (Landrat) Bernhard de Rudder. Mit Unterbrechung durch Teilnahme am Ersten Weltkrieg – studierte er ab 1914 Medizin und wurde 1921 zum Dr. med. promoviert. Am Haunerschen Kinderspital erfolgte unter Meinhard von Pfaundler seine praktische Ausbildung. Von 1925 bis 1931 wirkte er als Oberarzt an der Würzburger Universitäts-Kinderklinik, wo er sich 1927 für Kinderheilkunde habilitierte und hernach auch Privatdozent war. Er wechselte 1931 an die Universitäts-Kinderklinik München als Oberarzt von Pfaundler. Im Jahre 1932 folgte er einem Ruf als ordentlicher Professor der Kinderheilkunde an die Universität Greifswald. Von 1935 bis zu seinem Tode 1962 hatte er dann denselben Lehrstuhl an der Universität Frankfurt am Main inne. Er war Autor zahlreicher Fachveröffentlichungen.
De Rudder, der während der Zeit des Nationalsozialismus kein Mitglied der NSDAP war, war nach dem Krieg Dekan der Medizinischen Fakultät der Universität Frankfurt am Main. Er gehörte dem universitären Entnazifizierungsausschuss an und stellte Persilscheine aus für die Rassenhygieniker Otmar von Verschuer, befreundet mit de Rudder, und Hans Grebe, dem er 1946 bescheinigte, dass dessen wissenschaftliche Arbeiten „völlig frei von irgendwelchen nationalsozialistischen Gedankengängen oder Problemkreisen“ gewesen seien.

## Ehrungen (Auswahl)
- Mitglied der Leopoldina (1936)[3]
- Paracelsus-Medaille der deutschen Ärzteschaft (1959)[4]

## Veröffentlichungen (Auswahl)
- Technischer Wegweiser für die Kinderpflege. Julius Springer, Berlin 1926.
- Wetter und Jahreszeit als Krankheitsfaktoren. Julius Springer, Berlin 1931.
- Kinderärztliche Notfallfibel. Georg Thieme, Stuttgart 1949.